# Traian Cihărean
Traian Ioachim Cihărean (ur. 13 lipca 1969 w Bichigiu) – rumuński sztangista. Brązowy medalista olimpijski z Barcelony.
Brał udział w trzech igrzyskach (IO 88, IO 92, IO 96). W 1992 zajął trzecie miejsce w wadze do 52 kilogramów (muszej). W 1989 był brązowym medalistą mistrzostw świata. Zdobył sześć medali mistrzostw Europy: złoto w 1991, srebro w 1988, 1989, 1990 i 1992, brąz w 1996.